# Сельское поселение Большая Раковка
Сельское поселение Большая Раковка — муниципальное образование в Красноярском районе Самарской области.
Административный центр — село Большая Раковка.

## Административное устройство
В состав сельского поселения Большая Раковка входят:
- село Большая Раковка,
- село Русская Селитьба,
- посёлок Васильевка,
- посёлок Гундоровка,
- посёлок Калмыковка,
- посёлок Красный Городок,
- посёлок Труд,
- деревня Малая Раковка.